# 超人迪瓦
《超人迪瓦》是一款由東芝EMI制作和发行的电子游戏。 游戏后移植至其他平台。本游戏于1986年12月5日在日本地区FC游戏机发行。
游戏为横向卷轴游戏，玩家需要进行射击。玩家需要注意敌人的战机，因为他们会攻击玩家的星球。玩家在占领一个星球之后，将在此星球登陆。